# کاخ پتروسکی
کاخ پتروسکی یا کاخ پتروف، کاخی است که در مسکو در خیابان لنینگرادسکی واقع شده‌است. در سال ۱۷۸۰ به دستور کاترین کبیر تأسیس شد.

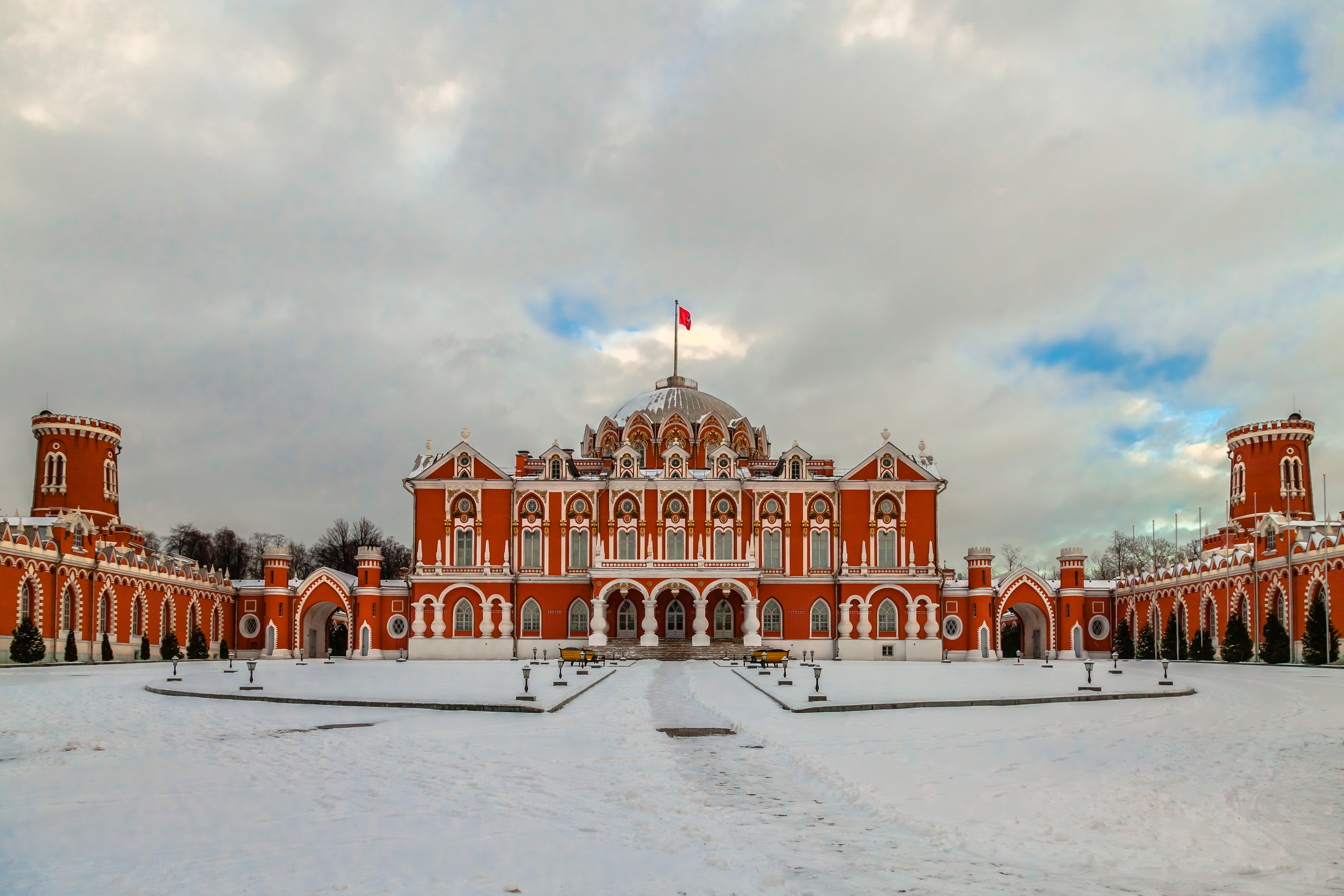
کاخ پتروسکی

## تاریخچه
در دهه ۱۷۷۰، کاترین بزرگ خواستار ساختن کاخ جدید شد. او معمار احیا کننده سبکهای قدیمی، ماتوی کازاکوف را استخدام کرد. ساخت و ساز در سال ۱۷۷۶ آغاز شد و کاخ ۳ نوامبر ۱۷۸۰ افتتاح شد، اما ساخت و ساز تا سال ۱۷۸۲ ادامه یافت. کاترین در سال ۱۷۸۵ فقط یک بار از کاخ بازدید کرد.
در سال ۱۸۱۲، ناپلئون به‌طور خلاصه برای فرار از آتش‌سوزی ۱۸۱۲ در مسکو به این کاخ پناه برد.